# 1988 w filmie
Wydarzenia filmowe w 1988 roku.

## Premiery

### Filmy polskie
| Data            | Tytuł filmu                       | Kraj   | Reżyseria              | Obsada |
| --------------- | --------------------------------- | ------ | ---------------------- | --- |
| 18 stycznia     | Łuk Erosa                         | Polska | Jerzy Domaradzki       | Grażyna Trela, Jerzy Stuhr, Henryk Bista, Olaf Lubaszenko                                                                                          |
| 8 lutego        | Anioł w szafie                    | Polska | Stanisław Różewicz     | Jerzy Trela, Grażyna Barszczewska, Maria Czubasiewicz, Beata Paluch, Edward Żentara                                                                |
| 15 lutego       | Trzy kroki od miłości             | Polska | Ryszard Rydzewski      | Jan Frycz, Marzena Manteska, Jolanta Grusznic, Maria Probosz                                                                                       |
| 7 marca         | Śmierć Johna L.                   | Polska | Tomasz Zygadło         | Wojciech Wysocki, Beata Paluch, Jolanta Piętek-Górecka, Grażyna Strachota, Grzegorz Wons                                                           |
| 11 marca        | Krótki film o zabijaniu           | Polska | Krzysztof Kieślowski   | Mirosław Baka, Krzysztof Globisz, Jan Tesarz, Zbigniew Zapasiewicz                                                                                 |
| 18 kwietnia     | Opowieść Harleya                  | Polska | Wiesław Helak          | Jan Jankowski, Katarzyna Chrzanowska, Andrzej Pieczyński, Leszek Teleszyński                                                                       |
| 21 kwietnia     | Gwiazda Piołun                    | Polska | Henryk Kluba           | Tadeusz Huk, Katarzyna Bargiełowska, Zofia Rysiówna, Zygmunt Bielawski                                                                             |
| 25 kwietnia     | Cyrk odjeżdża                     | Polska | Krzysztof Wierzbiański | Marian Kociniak, Adam Ferency, Małgorzata Potocka, Sylwia Wysocka                                                                                  |
| 2 maja          | Kingsajz                          | Polska | Juliusz Machulski      | Jacek Chmielnik, Katarzyna Figura, Jerzy Stuhr, Grzegorz Heromiński                                                                                |
| 16 maja         | Sonata marymoncka                 | Polska | Jerzy Ridan            | Olaf Lubaszenko, Henryk Bista, Bronisław Pawlik, Jerzy Kryszak, Witold Pyrkosz                                                                     |
| 30 maja         | Dzikun                            | Polska | Andrzej Barszczyński   | Dariusz Wiatrowski, Ryszard Kotys, Jerzy Zygmunt Nowak, Tadeusz Szymków                                                                            |
| 6 czerwca       | Zabij mnie glino                  | Polska | Jacek Bromski          | Bogusław Linda, Piotr Machalica, Anna Romantowska, Maria Pakulnis, Andrzej Grabarczyk                                                              |
| 16 czerwca      | Pięć kobiet na tle morza          | /      | Władysław Ikonomow     | Ewa Szykulska, Wiesława Mazurkiewicz, Mariola Krysińska, Ewa Sałacka, Alicja Jachiewicz                                                            |
| 27 czerwca      | Przeprawa                         | /      | Wiktor Turow           | Boris Niewzorow, Jerzy Molga, Walentinas Masalskis, Jewgienij Mieńszow, Ingeborga Dapkūnaitė                                                       |
| 4 lipca         | Pantarej                          | Polska | Krzysztof Sowiński     | Paweł Królikowski, Tomasz Kępiński, Zbigniew Bielski, Mirosława Marcheluk                                                                          |
| 11 lipca        | Zamknąć za sobą drzwi             | Polska | Krzysztof Szmagier     | Bronisław Cieślak, Piotr Fronczewski, Jan Janga-Tomaszewski, Jerzy Rogalski                                                                        |
| 22 lipca        | Cesarskie cięcie                  | Polska | Stanisław Moszuk       | Alicja Migulanka, Renata Pękul, Roman Kłosowski, Krzysztof Kowalewski                                                                              |
| 15 sierpnia     | Kogel-mogel                       | Polska | Roman Załuski          | Grażyna Błęcka-Kolska, Ewa Kasprzyk, Zdzisław Wardejn, Katarzyna Łaniewska Małgorzata Lorentowicz, Jerzy Turek, Dariusz Siatkowski, Jerzy Rogalski |
| 22 sierpnia     | Cienie                            | /      | Jerzy Kaszubowski      | Marzena Trybała, Bogusław Linda, Sława Kwaśniewska, Jerzy Bińczycki                                                                                |
| 5 września      | Tabu                              | Polska | Andrzej Barański       | Grażyna Szapołowska, Bernadetta Machała-Krzemińska, Bronisław Pawlik, Krzysztof Gosztyła                                                           |
| 9 września      | Bez grzechu                       | Polska | Wiktor Skrzynecki      | Joanna Kreft, Olaf Lubaszenko, Sława Kwaśniewska, Ewa Ziętek                                                                                       |
| 3 października  | Klątwa Doliny Węży                | /      | Marek Piestrak         | Roman Wilhelmi, Krzysztof Kolberger, Ewa Sałacka, Zbigniew Lesień                                                                                  |
| 10 października | Nowy Jork, czwarta rano           | Polska | Krzysztof Krauze       | Janusz Józefowicz, Anna Wojton, Ryszard Mróz, Iwona Katarzyna Pawlak, Gustaw Lutkiewicz                                                            |
| 10 października | Republika nadziei                 | Polska | Zbigniew Kuźmiński     | Andrzej Szczytko, Jolanta Grusznic, Zbigniew Bogdański, Ryszard Dembiński, Jerzy Kamas                                                             |
| 17 października | Trójkąt bermudzki                 | Polska | Wojciech Wójcik        | Marian Kociniak, Jan Peszek, Leonard Pietraszak, Grażyna Trela, Barbara Sołtysik                                                                   |
| 21 października | Krótki film o miłości             | Polska | Krzysztof Kieślowski   | Olaf Lubaszenko, Grażyna Szapołowska, Stefania Iwińska, Piotr Machalica, Artur Barciś                                                              |
| 24 października | W klatce                          | Polska | Barbara Sass           | Krzysztof Jędrysek, Maria Ciunelis, Katarzyna Figura, Jan Englert, Danuta Kowalska                                                                 |
| 7 listopada     | Sławna jak Sarajewo               | Polska | Janusz Kidawa          | Andrzej Dopierała, Mirosław Krawczyk, Igor Kujawski, Jerzy Łapiński, Witold Pyrkosz                                                                |
| 12 listopada    | Kolory kochania                   | Polska | Wanda Jakubowska       | Jacek Chmielnik, Maria Nowotarska, Sylwia Wysocka, Ewa Szykulska, Andrzej Precigs                                                                  |
| 21 listopada    | Rajski ptak                       | Polska | Marek Nowicki          | Marta Klubowicz, Artur Dziurman, Anna Majcher, Katarzyna Miernicka, Wojciech Starostecki                                                           |
| 5 grudnia       | Pan Kleks w kosmosie              | /      | Krzysztof Gradowski    | Piotr Fronczewski, Henryk Bista, Piotr Ptaszyński, Monika Sapilak                                                                                  |
| 16 grudnia      | Kocham kino                       | Polska | Piotr Łazarkiewicz     | Marek Probosz, Elżbieta Czyżewska, Henryk Bista, Joanna Kreft, Jerzy Trela                                                                         |
| 19 grudnia      | Dziewczynka z hotelu Excelsior    | Polska | Antoni Krauze          | Witold Pyrkosz, Natalia Kopczyńska, Maria Chwalibóg, Jan Englert, Jerzy Łapiński                                                                   |
| 26 grudnia      | Niezwykła podróż Baltazara Kobera | /      | Wojciech Jerzy Has     | Rafał Wieczyński, Michel Lonsdale, Emmanuelle Riva, Daniel Emilfork, Gabriela Kownacka                                                             |

### Filmy zagraniczne
- Bird – reż. Clint Eastwood (Forest Whitaker)
- Buster – reż. David Green (Phil Collins, Julie Walters)
- Camille Claudel – reż. Bruno Nuytten (Isabelle Adjani, Gérard Depardieu)
- Czas Cyganów (Dom za vešanje) – reż. Emir Kusturica
- Duży (Big) – reż. Penny Marshall (Tom Hanks)
- Frantic – reż. Roman Polański (Harrison Ford)
- Goryle we mgle (Gorillas in the Mist) – reż. Michael Apted (Sigourney Weaver)
- Hanussen – reż. István Szabó (Klaus Maria Brandauer, Erland Josephson)
- Kobiety na skraju załamania nerwowego (Mujeres al borde de un ataque de nervios) – reż. Pedro Almodóvar (Carmen Maura, Antonio Banderas)
- Krzyk w ciemności (Cry in the Dark) – reż. Fred Schepisi (Meryl Streep, Sam Neill)
- Kto sieje wiatr – reż. David Greene
- Lęk i miłość (Paura e amore) – reż. Margarethe von Trotta (Fanny Ardant, Greta Scacchi, Peter Simonischek)
- Madame Sousatzka – reż. John Schlesinger (Shirley MacLaine, Peggy Ashcroft)
- Missisipi w ogniu (Mississippi Burning) – reż. Alan Parker (Gene Hackman, Willem Dafoe, Frances McDormand)
- Naga broń: Z akt Wydziału Specjalnego (The Naked Gun: From the Files of Police Squad!)
- Niebezpieczne związki (Dangerous Liaisons) – reż. Stephen Frears (John Malkovich, Glenn Close, Michelle Pfeiffer, Uma Thurman)
- Nieznośna lekkość bytu (The Unbearable Lightness of Being) – reż. Philip Kaufman (Daniel Day-Lewis, Juliette Binoche, Lena Olin)
- Oskarżeni (The Accused) – reż. Jonathan Kaplan (Jodie Foster, Kelly McGillis)
- Pogrzeb wikinga (Rocket Gibraltar)
- Pracująca dziewczyna (Working Girl) – reż. Mike Nichols (Harrison Ford, Sigourney Weaver, Melanie Griffith)
- Rain Man – reż. Barry Levinson (Dustin Hoffman, Tom Cruise)
- Rybka zwana Wandą (Fish Called Wanda) – reż. Charles Crichton (John Cleese, Jamie Lee Curtis i Kevin Kline)
- Salaam Bombay! – reż. Mira Nair
- Sok z żuka (Beetlejuice) – reż. Tim Burton (Alec Baldwin, Geena Davis)
- Szklana pułapka (Die Hard) – reż. John McTiernan (Bruce Willis)
- Rozmowy radiowe (Talk Radio) – reż. Oliver Stone
- Wielki błękit (Le grand bleu) – reż. Luc Besson (Rosanna Arquette)
- Willow – reż. Ron Howard (Val Kilmer)
- Zdążyć przed północą (Midnight Run) – reż. Martin Brest (Robert De Niro, Charles Grodin)
- Rabid Grannies (Les Mémés Cannibales) – reż. Emmanuel Kervyn
- Korniki z arki Noego

## Nagrody filmowe

### Oskary
- Najlepszy film – Rain Man, reż. Barry Levinson
- Najlepszy aktor – Dustin Hoffman za rolę w filmie Rain Man
- Najlepsza aktorka – Jodie Foster za rolę w filmie Oskarżeni
- Wszystkie kategorie: 61. ceremonia wręczenia Oscarów

### Festiwal w Cannes
- Złota Palma: Bille August – Pelle zwycięzca

### Międzynarodowy Festiwal Filmowy w Berlinie
- Złoty Niedźwiedź: Zhang Yimou – Czerwone sorgo

### Festiwal w Wenecji
- Złoty Lew: Ermanno Olmi – Legenda o świętym pijaku

### XIIIFestiwal Polskich Filmów Fabularnych
- Złote Lwy Gdańskie: Krótki film o miłości i Krótki film o zabijaniu, reż. Krzysztof Kieślowski

## Urodzili się
- 6 stycznia – Magdalena Lamparska, polska aktorka
- 11 marca – Jakub Gierszał, polski aktor
- 27 marca – Brenda Song, amerykańska aktorka i piosenkarka
- 17 maja – Nikki Reed, amerykańska aktorka i piosenkarka
- 24 sierpnia – Rupert Grint, angielski aktor
- 14 grudnia – Vanessa Hudgens, amerykańska aktorka i piosenkarka
- 16 grudnia – Anna Popplewell, angielska aktorka
- 22 grudnia – Anna Próchniak, polska aktorka

## Zmarli
- 1 lutego – Heather O’Rourke, amerykańska aktorka dziecięca (ur. 1975)
- 23 lutego – Mieczysław Milecki, polski aktor (ur. 1907)
- 7 kwietnia – Stefania Iwińska, polska aktorka (ur. 1928)
- 10 kwietnia – Włodzimierz Boruński, polski aktor (ur. 1906)
- 18 lipca – Nico, aktorka, piosenkarka i modelka (ur. 1938)
- 25 lipca – Judith Barsi, amerykańska aktorka dziecięca (ur. 1978)
- 5 sierpnia – Józef Pieracki, polski aktor (ur. 1909)
- 7 września – Bolesław Płotnicki, polski aktor (ur. 1913)
- 18 października – Jan Świderski, polski aktor (ur. 1916)
- 11 listopada – Jan Himilsbach, polski aktor, pisarz i scenarzysta (ur. 1931)